# Свети Георги (Бабата)
Вижте пояснителната страница за други значения на Свети Георги.
„Свети Георги“ е православна църква в село Бабата, Болградски район, Одеска област. Тя е в състава на Одеската и Измаилска епархия на Украинската православна църква на Московската патриаршия.